# Alexandre Bertrand (läkare)
Alexandre Jacques François Bertrand, född den 25 april 1795 i Rennes, död den 22 januari 1831, var en fransk fysiker. Han var far till arkeologen Alexandre Bertrand (1820–1902) och matematikern Joseph Bertrand (1822–1900). Han var även nära knuten till filosofen Pierre Leroux (1798–1871) och Saint-Simonianerna.
Bertrand är känd för sina vetenskapliga undersökningar av animal magnetism och somnambulism. I sina offentliga föreläsningar om animal magnetism började han som övertygad anhängare av teorin, men genom erfarenhet och tankeverksamhet kom han att ändra uppfattning och blev en av dess ledande kritiker. Från 1825 till 1830 publicerade Bertrand talrika artiklar i den progressiva tidningen Le Globe.